# Zielkowo
Zielkowo – wieś w Polsce, położona w województwie warmińsko-mazurskim, w powiecie iławskim, w gminie Lubawa.
W latach 1975–1998 miejscowość administracyjnie należała do województwa olsztyńskiego.

## Historia
Zielkowo powstało w XIV wieku, zostało założone, podobnie jak większość miejscowości w okolicy, na prawie chełmińskim. Obszar tej wsi wynosił 30 włók, z czego 3 włóki były we władaniu sołtysa. Na przełomie XVI i XVII wieku należało do dóbr stołowych biskupów chełmińskich. Wiadomo, że w XVI wieku istniała tu karczma oraz młyn, której właścicielem od 1672 roku był Marcin Krauze. Po likwidacji własności biskupów lubawskich, w związku z rozbiorami Polski, Zielkowo pozostało we władaniu króla Prus. Istniało tutaj w tamtych czasach 25 zagród. W 1872 roku mieszkańcy wsi przeżyli spory pożar, który pochłonął 27 zagród. W 1885 roku Zielkowo liczyło 514 mieszkańców, natomiast w 1928 – 510.
Zielkowo w okresie międzywojennym było wsią przygraniczną, granica przebiegała wzdłuż rzeki Drwęcy. Od dawna Zielkowo należało do gminy Rożental, jeszcze podczas Zaboru Pruskiego. Akta mieszkańców od 1874 roku były zapisywane w Urzędzie Stanu Cywilnego w Rożentalu (obecnie znajdują się w Archiwum Państwowym w Olsztynie). Szkoła powstała w 1822 roku, budynek istnieje do dziś, lecz znajdują się w nim lokale mieszkalne. W 1921 roku stacjonowała tu placówka 13 batalionu celnego, następnie placówka Straży Celnej „Zielkowo”. a od 1928 placówka Straży Granicznej I linii „Zielkowo”.
W czasie II wojny światowej bogatsi mieszkańcy wsi zostali wywłaszczeni ze swoich gospodarstw i wywiezieni do obozów w Smukale i Potulicach. W wywłaszczonych gospodarstwach zostały osadzone rodziny niemieckie pochodzące z Besarabii.
Wieś należy do parafii św. Jakuba Apostoła w Kazanicach.
We wsi znajduje się jednostka ochotniczej straży pożarnej.

## Historyczne budowle
- ruiny młyna
- stara drewniana chata chłopska z XIX wieku, kryta trzciną
- stare domy ceglane z XIX wieku, tzw. gburów, charakterystyczne dla Ziemi Lubawskiej
- kapliczka z XIX wieku
- pałacyk leśniczego, tzw. Placówka
- budynek szkoły z XIX wieku